# Chèvre fermière danoise
La chèvre fermière danoise (dansk landraceged) est une race de chèvre domestique originaire du Danemark. 

## Histoire
Les chèvres sont domestiquées par les Vikings au moins depuis le IVe siècle avant Jésus-Christ. Cette race est issue de chèvres locales croisées avec des chèvres du Harz en Allemagne et des saanens. Son studbook, Foreningen for danske landracegeder, date de 1982.
En 2005, il existait une trentaine de reproducteurs enregistrés pour vingt-quatre troupeaux d'environ quatre cents individus. Cette race est donc dans un statut critique.

## Description
Elle est élevée d'abord pour sa production laitière, mais peut l'être aussi pour sa viande. Il s'agit d'une race de taille moyenne à grande, les mâles pesant autour de 80 kg, les femelles 58 kg. La couleur du pelage est brun et noir, blanc ou encore gris-bleu.